# Pioche
Staden Pioche är en stad (unincorporated area) i Lincoln County i delstaten Nevada, USA. Pioche är administrativ huvudort (county seat) i Lincoln County. På orten bor cirka 900 personer. 